# Incidente del dirigibile Pax
L'incidente del dirigibile Pax fu l'esplosione del dirigibile Pax il 12 maggio 1902 a Parigi, che uccise i due membri dell'equipaggio.

## Storia

### Contesto
Il dirigibile fusiforme Pax aveva una capacità di 2.000 metri cubi, una lunghezza di 30 metri (98 piedi), una gondola di 30 metri (98 piedi) e peso di 2.000 chilogrammi (4.400 libbre). Il suo inventore, Augusto Severo, studiava aeronautica già da venti anni e investì tutto il proprio patrimonio nel Pax. Inizialmente il dirigibile doveva avere un motore elettrico, ma a causa del tempo necessario per svilupparlo e dell'obbligo di tornare in Brasile per completare il suo mandato parlamentare, Severo si convinse a seguire l'esempio di Santos-Dumont e adottò motori a benzina, sebbene fosse titubante riguardo al loro utilizzo anche cinque giorni prima del volo.
Il Pax fu completato due settimane prima dell'incidente, con collaudi condotti in modalità terrestre e in una situazione meteorologica complicata, il 4 maggio nel parco Vaugirard, con risultati soddisfacenti che indussero l'inventore a procedere con un volo con equipaggio.
Nei giorni successivi, il tempo sfavorevole rese difficili ulteriori esperimenti.

### Esplosione
Alla mezzanotte del 12 maggio Severo iniziò il riempimento del pallone, terminato alle 5 del mattino. Prima di partire, Severo annunciò che il Brasile avrebbe saputo del suo successo nell'anniversario della Legge d'Oro e presentò il progetto del dirigibile Jesus, che doveva essere lungo cento metri e con il quale intendeva attraversare l'Atlantico. Per risparmiare peso, Severo lasciò Alvaro Reis a terra e salì solo con il suo meccanico, Georges Sachet, di 28 anni, alla sua prima ascesa.
Per venti minuti Severo volò con il dirigibile ancorato a terra, testandone la manovrabilità. Poi atterrò, conversò con amici e familiari e alle 5:25 del mattino riprese il volo. Non più legato, Severo presto fece fatica a mantenere il volo controllato. Il dirigibile scaricò la zavorra tre volte, salì a 350 metri (1.150 piedi), ma ebbe difficoltà a combattere il vento, facendo cerchi da 100 metri (330 piedi) a 150 metri (490 piedi) di diametro. Severo lottò per mantenere il controllo del dirigibile per quindici minuti, ma il motore da quaranta cavalli non era abbastanza potente in quelle condizioni.
Il dirigibile esplose alle 5:40 del mattino del 12 maggio 1902, con i suoi detriti che caddero sulla Maine Avenue, uccidendo entrambi gli occupanti.

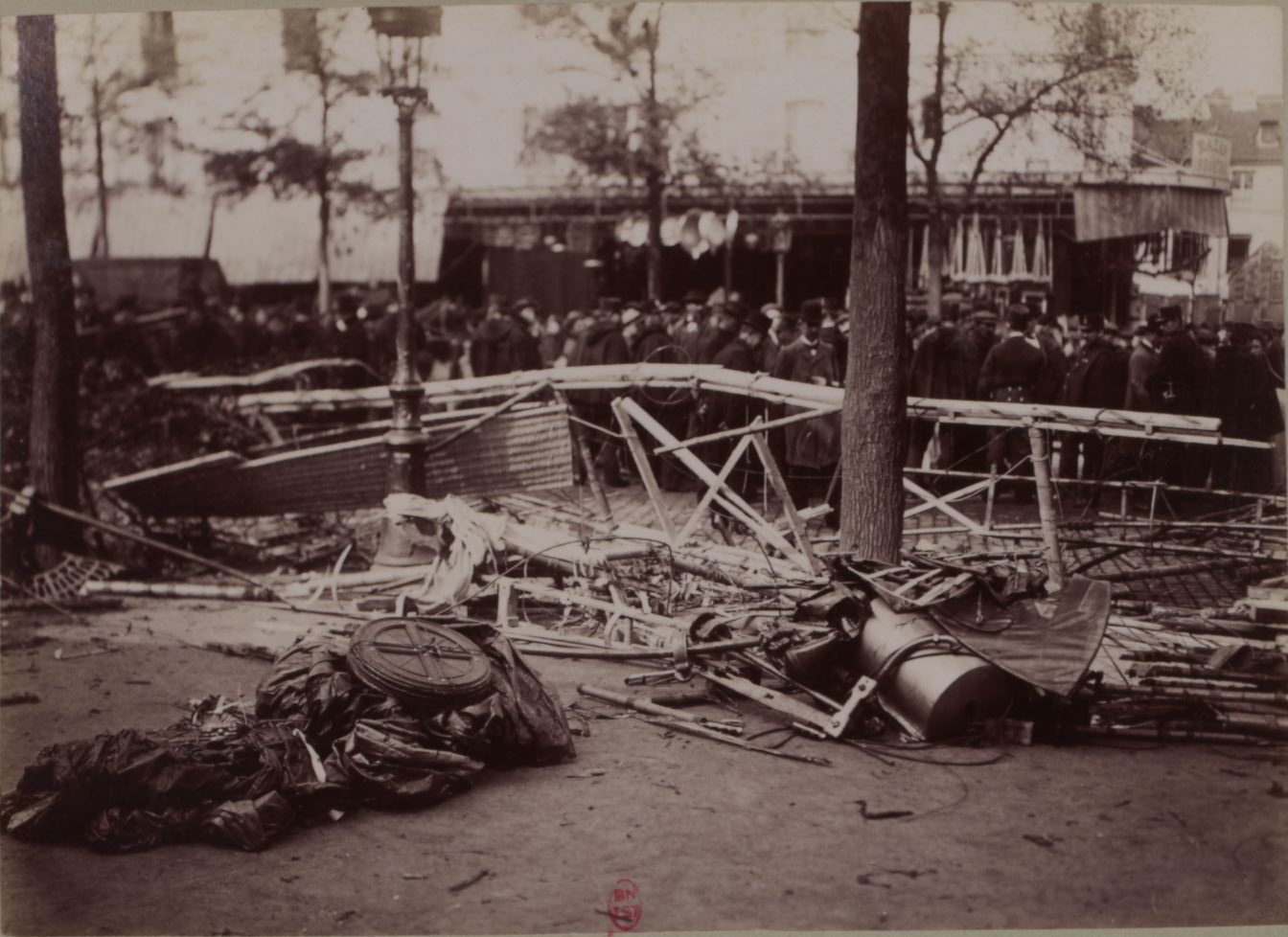
I rottami del dirigibile.

Prima le fiamme eruppero dal motore, poi avvolsero l'intero velivolo. I rottami si schiantarono di fronte al civico n. 79 della Maine Avenue, mentre la cabina in cui c'erano gli aeronauti sfondò il soffito della camera da letto di una coppia. Essendo il letto collocato sul lato opposto della stanza, i residenti poterono salvarsi nonostante dormissero al momento dell'impatto.

#### Cause dell'incidente
Il colonnello Rénard, subito dopo l'esplosione, espresse l'opinione che l'incidente fosse stato provocato dall'uso di un motore a combustione. Henri Lachambre credeva che fossero state scambiate delle componenti meccaniche e che il fuoco fosse andato dal carburatore al serbatoio e di lì alla valvola del gas di scarico. L'astronomo Albert Charbonneaux, dell'osservatorio Meudon, ispezionò i rottami e, tra le altre cose, indicò come causa del disastro un corto circuito nella parte elettrica del motore.
Alberto Santos-Dumont considerò imprudente posizionare i motori così vicini al pallone, ma inizialmente non credette fosse questa la causa dell'incidente. Dichiarò che avesse funzionato solo una delle due valvole sopra il secondo motore; che una valvola fosse stata chiusa con la cera dall'aeronauta, che, in condizioni di volo, il pallone non potesse sostenere la pressione interna e che quindi l'errore principale fu lasciare la zavorra quando si accorsero che il dirigibile si stava sollevando, cosa che fece salire a maggiore velocità il velivolo.
In un articolo pubblicato nel settembre dello stesso anno, Santos-Dumont dichiarò che il motore era a soli tre piedi dal rivestimento del dirigibile, circostanza che avrebbe reso il velivolo suscettibile all'incidente. La commissione scientifica dell'Aeroclub francese in ultima istanza deliberò che l'incidente fu provocato dalla vicinanza del motore alla valvola di scarico e che in quelle condizioni il Pax non sarebbe mai stato ammesso nelle competizioni dell'Aeroclub.

### Conseguenze
Severo morì secondi dopo l'impatto. Entrambi gli aeronauti subirono ferite estremamente gravi. Il corpo di Augusto Severo fu trasportato dall'hangar nella sua abitazione alle nove del mattino, mentre il corpo di Sachet rimase in una caserma della polizia fino all'arrivo di sua madre.
I pressi dell'incidente furono presto assaliti da curiosi. Il comandante Rénard fece trasportare le lamiere del dirigibile all'hangar, dopo che cinquanta poliziotti ebbero chiuso le strade. Alfredo Eugênio de Almeida Maia, ex ministro dei Trasporti, inviò un telegramma al presidente Campos Sales, chiedendo che il Congresso votasse sul funerale di Severo e garantisse una pensione alla sua vedova. L'intera comunità dell'aviazione francese si recò sul sito dello schianto e una delegazione dell'Aeroclub francese portò le proprie condoglianze alla vedova di Severo.
Prima del trasporto in Brasile, la bara fu seppellita nel cimitero di Passy a Parigi il 17 maggio 1902. La salma arrivò a Rio de Janeiro il 17 giugno e fu tumulata il giorno seguente, alla presenza del presidente Campos Sales. Il suo hangar parigino fu ereditato dal dirigibilista Otokar von Bradsky-Laboun. Centoventi anni dopo la sua morte, nel 2022, i resti di Severo furono traslati nel Rio Grande do Norte, il suo stato di nascita.

## Impatto culturale e riconoscimenti
Nel settembre 1902, fu deciso di intitolare due strade brasiliane ai due aeronauti. Il disastro è stato rappresentato nel cortometraggio Catastrophe du ballon Le Pax del regista Georges Méliès.
L'anno successivo, sul luogo dell'incidente fu posta una lapide e nel cimitero di Parigi fu messo un busto di Severo. Nel 1903 si tenne anche una messa di suffragio per le vittime a Parigi.
Nel 1952 amici dell'inventore organizzarono un tributo in sua memoria.
Nel 2019 fu introdotta una norma per inserire il suo nome nel Libro degli eroi della madrepatria.